# The Jungle Bunch. La colla de la Selva
The Jungle Bunch. La colla de la Selva (títol original en francès: Les As de la jungle) és una pel·lícula francesa d'animació, aventura i acció del 2017 de David Alaux. Està produïda i dirigida per TAT Productions, que va crear la sèrie de televisió d'animació La colla de la selva al rescat!. El guió està fet per David Alaux, Éric Tosti i Jean-François Tosti.
Es va estrenar el 12 de gener de 2018 en català als cinemes.
Abans ja hi havia dues pel·lícules del mateix univers: La colla de la selva al rescat!: El retorn al gel, emesa el 2011 a France 3 i després estrenada a la pantalla gran dos anys després, i La colla de la selva al rescat!: El tresor del vell Jim el 2014. Hi ha una seqüela en preproducció, que sortirà el 2023.

## Sinopsi
Maurice ha estat criat per una tigressa de bengala i s'ha convertit en un professional del kungfu. Juntament amb la seva increïble colla d'amics haurà de desbaratar els plans del malvat coala Igor per poder mantenir l'ordre a la selva.

## Producció
L'any 2013 va sorgir la idea d'un llargmetratge adaptat de la sèrie de televisió i, després d'un any de desenvolupament i guió i dos de direcció i 13.000 hores de feina, el 12 d'octubre 2016 es va anunciar la data d'estrena francesa a la pàgina de Twitter de TAT Productions: el 26 de juliol de 2017.
El primer tràiler de la pel·lícula va sortir el maig de 2017. La primera preestrena de la pel·lícula va tenir lloc el dia 8 de juny del mateix any al cinema Gaumont Wilson de Tolosa de Llenguadoc.

## Recepció

### Recepció crítica
Per a Le Canard enchaîné, encara que la pel·lícula és «divertida, tònic, intel·ligent, eficaç», evoca un «malestar» al començament: «Un noi amb un cinturó d'explosius corre pel mig de la població aterrida, llançant granades al seu voltant.» Per a Cécile Mury de Télérama, «aquesta pel·lícula d'animació, en 3D, francesa, però a l'"estil americà", desplega tot un divertit bestiari». Afegeix que aquesta «comèdia petulant compensa una imatge una mica llisa amb una riuada de gags simpàtics» i que la pel·lícula parodia «amb entremaliadura el món dels superherois i les pel·lícules de kungfu».

### Taquilla
El desembre de 2017, la taquilla de The Jungle Bunch. La colla de la Selva va assolir les 700.000 entrades venudes. La pel·lícula es va distribuir internacionalment en més de 70 països. A mitjan gener de 2018, l'obra d'animació va assolir un milió d'entrades, i va ser la més vista a Mèxic i Sud-àfrica, després de França. Segons dades de la JP Box-Office, la pel·lícula va vendre un total de 2.746.139 entrades a tot el món, amb 10.242.858 dòlars recaptats. Va tenir una rendibilitat del 193%.
És la sisena pel·lícula francesa al rànquing internacional de taquilla del 2018.